# レザール・フロリサン
レザール・フロリサン（フランス語: Les Arts Florissants）は、フランスで活動する古楽器オーケストラ及び合唱団である。

## 概要
1979年にウィリアム・クリスティにより設立。楽団の名称はマルカントワーヌ・シャルパンティエのオペラ『花咲ける芸術』から命名された。レパートリーは17～18世紀のフランスを中心としたバロック音楽だが、近年はモーツァルトまで活動範囲を広げている。
代表的なレコーディングには、エラート・レーベルにシャルパンティエやラモー、パーセルの作品集、ヘンデルのオペラ、モーツァルトのオペラやレクイエムなどがある。